# Michelle Alves
Michelle Alves (Londrina, 19 september 1978) is een Braziliaans model. Ze liep modeshows voor onder meer Ralph Lauren, Christian Dior en Armani en verscheen op de covers van Vogue, Elle en Harper's Bazaar. 
Alves begon haar carrière als een model op zeventienjarige leeftijd. In februari 1999 debuteerde ze op de catwalk tijdens een modeshow van Gianfranco Ferré in de Italiaanse stad Milaan. In 2003 poseerde Alves voor de cover van het februarinummer van Sports Illustrated en in de maand november van hetzelfde jaar liep ze modeshows voor Victoria's Secret. In 2004 werd Alves het nieuwe gezicht van het Yves Saint Laurent parfum. Twee jaar later stopte Alves met haar carrière als catwalkmodel. In januari 2008 keerde ze terug naar de catwalk en liep in Parijs onder meer de modeshows van Armani Privé, Christian Dior en Christian Lacroix. In 2010 tekende Alves een contract met Elite Model.